# Ueszugi Kensin
Ueszugi Kensin (上杉 謙信, 1530. február 18 – 1578. április 19.) eredeti nevén Nagao Kagetora Ecsigo tartomány ura volt a szengoku-kori Japánban, miután az Ueszugi család adoptálta. A hadakozó fejedelmek korának egyik legnagyobb hatalommal rendelkező daimjója. Míg főként a csatamezőn elért eredményeiért tartják számon, Kensin kiemelkedő tehetséget mutatott az adminisztráció terén is. Intézkedéseinek köszönhetően fellendült a helyi ipar és kereskedelem, ezzel növekedett Ecsigo életszínvonala.

Kensin főként a tiszteletreméltó életvitele, katonai szakértelme és a Takeda Singennel való hosszas rivalizálása miatt vált híressé. Emellett számos hadjáratot indított annak érdekében, hogy visszaállítsa a rendet a Kantó régióban, mint kanrei. A buddhista háborúisten, Bisamontenben való hite miatt követői úgy tartották, Kensin Bisamonten megtestesülése, ezért a “háború isteneként” is emlegették.

## Név
Az eredeti neve Nagao Kagetora (長尾景虎). Mikor megörökölte az Ueszugi klánt, megváltoztatta a nevét Ueszugi Maszatorára, hogy hivatalosan is elfogadhassa a Kantó Kanrei (関東管領) címet. Később ismét megváltoztatta a nevét Ueszugi Terutorára (上杉輝虎) a 13. sógun, Asikaga Yositeru (足利義輝) iránti tiszteletének kifejezéseképpen. Végül felvette a Kensin (謙信) nevet, miután a zen buddhizmus követőjévé vált; Bisamonten híveként híresült el.

Kensinre “Ecsigo sárkányaként” is hivatkoznak a csatatéren mutatott félelmetes harcművészeti technikái miatt. Riválisa, Takeda Singen pedig “Kai tigrise” néven híresült el. A kínai mitológiában (Singen és Kensin nagy érdeklődést mutattak a kínai kultúra, különösen Szun-ce művei iránt) a sárkány és a tigris mindig ádáz riválisokként jelennek meg, akik minduntalan le akarják győzni egymást, ám egyikük sem képes felülkerekedni a másikon. Leghíresebb összecsapásaik Kavanakadzsimánál zajlottak.

Mielőtt háborúba indult volna, tábornokaival együtt egy szertartáson vett részt. Imádkozni mentek Bisamonten szentélyéhez egy hagyományos búcsúétellel (a szerencse szimbóluma) és három csészével, melyek szintén a szerencsét és az onmjódó mennyországát, a földet és az embert jelképezték. Ezt követte két kiáltás: “Ei!” (dicsőség) és “O!” (Igen!) az összegyűlt alakulatok részéről. Ezt háromszor megismételték, és a hadsereg meghajolt a tábornokok előtt, kimutatva tiszteletüket feléjük. Végül Kensin újra felajánlotta a háború istenének “Hacsiman íját”, majd felült a lovára, amely három zászlóval volt körülvéve: az elsőn Bisamonten nevének első karaktere volt olvasható, a másodikon egy kék alapon felkelő vörös nap (a császár ajándéka) szerepelt, a harmadik pedig egy hadakozó sárkányt ábrázolt.

## Fiatalkora

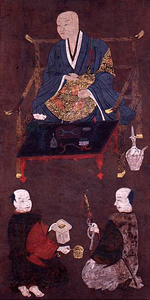
Kensin szerzetesszerű ábrázolása két miniszterével a Muromacsi-korból (1336-1573)

Kagetora néven született a jeles harcos, Nagao Tamekage (長尾為景) harmadik vagy negyedik fiaként, ezáltal az élete egyedi történettel rendelkezik - nem az Ueszugi, hanem a Nagao klánból származott. Apja családja az Ueszugi klán Yamaucsi ágának szolgálója volt, és apja katonai sikereinek köszönhetően hírnévre tettek szert uraik, Ueszugi Akiszadával, Szadanorival és Funajosival szemben. Ám a következő években Tamekage nehéz helyzetbe került a szomszédos Hokuriku Ikkó-ikki miatt, és ahogy a régió politikai ereje egyre inkább az Ikkónak kedvezett (nagyrészt a Hongan-dzsi lázadás hatására), Ecsigo helyzete gyorsan romlott. 1536-ban csúcsosodott ki a konfliktus, amikor Kensin apja hadsereget szervezett, és nyugat felé vonult, viszont Szendannóhoz érkezve (1536 december) Ecsúban a csapatait hirtelen megtámadta Enami Kazujori, és ebben a csatában Tamekage elesett, a hadserege pedig menekülni kényszerült.

A csata Ecsigóra való hatása azonnal érzékelhető volt. Nagao Harukage, Tamekage legidősebb fia késlekedés nélkül felajánlkozott a Nagao család vezetésére, majd sikerült is megnyernie a hatalmi harcot, amely testvére, Kagejaszu halála miatt tört ki. Kensin nem vehetett részt ebben a konfliktusban; a Rinszen-dzsi templomba küldték, ahol 7-től 14 éves koráig tanulással, harcművészetekkel és a zen elsajátításával töltötte életét.

## Korai felemelkedése
Kensint 14 éves korában megkereste Uszami Szadamicu és apjának több ismerőse. Arra biztatták a fiatal fiút, hogy térjen vissza Ecsigóba, és szálljon harcba bátyjával a hatalomért. Ennek oka az volt, hogy Harukage nem bizonyult hatásos és karizmatikus vezetőnek (valószínűleg a rossz egészsége miatt), ezért nem sikerült irányítása alá vonnia és elnyernie a hatalommal rendelkező kokudzsin családok támogatását, ami egy olyan szituációt eredményezett, amely majdnem a tartományok szétszakadásához vezetett. A történetek szerint Kensin először nem akart a testvére ellen hadakozni, ám végül meggyőzték, hogy ez szükséges Ecsigo túlélésének érdekében. 15 évesen Tosio kastély társparancsnokává nevezték ki, és hírnevet szerzett magának azzal, hogy sikeresen megvédte az Ueszugi bukását tervező lázadókkal szemben. 1548-ban pedig Kensin uralma alá hajtotta a Harukage által vezetett klánt. Harukage lemondott a klán vezetéséről és a tartomány kormányzásáról, és a címet az öccsének adta. Öt évvel később, 1553-ban Harukage meghalt. 19 évesen Kensin a család fejévé vált, és megkapta Kaszugajama kastélyt, ám még mindig csupán egy alattvalójaként az Ueszugi klánnak.

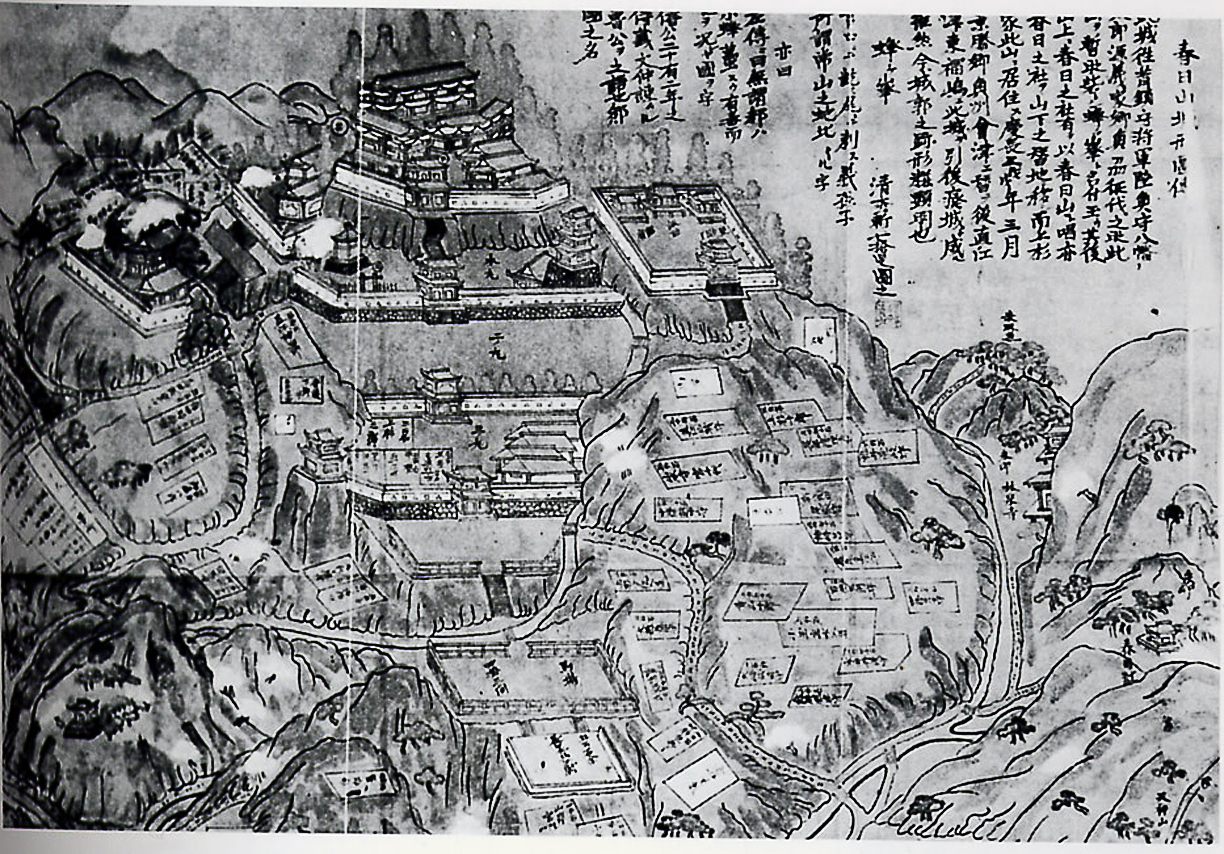
Kaszugajama kastély, Kensin elsődleges erődje

1551-ben Kensint arról értesítették, hogy menedéket kell biztosítania kastélyában névleges ura, Ueszugi Norimasza számára, aki menekülni kényszerült a Kantó régióban terjeszkedő Hódzsó klán ura, Hódzsó Udzsijaszu elől. Beleegyezett, hogy menedéket nyújt a hadúrnak bizonyos feltételekkel annak ellenére, hogy Kensin akkoriban nem volt abban a pozícióban, hogy a Hódzsó klán ellen lépéseket tegyen. A feltételei a következők voltak: Norimasza saját örököseként adoptálja, megváltoztathassa a nevét Kagetoráról Terutorára, Ecsigo urának címe és a Kantó Kanrei pozíció, mint a sógun megbízottja. 1552-ben Ueszugi hadat üzent a Hódzsó klán ellen.

Habár uralma a Nagao és az Ueszugi klán felett megkérdőjelezhetetlenné vált, Ecsigo nagy része még mindig független volt az ifjú hadúr befolyásától. Kensin azonnal ereje megszilárdításához látott a tartományban, ám erőfeszítései még kezdetlegesek voltak, amikor veszélyesebb problémák merültek fel. Ogaszavara Nagatoki és Murakami Josikijo, két sinanói úr ellátogatott Kensinhez, és a segítségét kérték a hatalmas hadúr, Takeda Singen terjeszkedésének megállításában. Ebben az időben Kensin még csak nemrég vált Ecsigo urává, Singen pedig már több nagy csatát megnyert a Sinano tartományban. Mivel a Takeda hódítások meglehetősen közel értek Ecsigo határához, Kensin beleegyezett, hogy két fronton támogatja őket, ám a három úr közötti konfliktus több szövetséget és árulást is magával hozott.

Kensin katonai sikere szorosan összefüggött a kereskedelem, piac és közlekedési hálózatok megreformálására tett kísérleteivel, valamint a ruhakereskedelem által befolyt jövedelemmel. Az eredmény olyan irányítás volt a kereskedelem felett, amellyel eddig a kormány nem rendelkezett. Feudális kapcsolatot épített ki a harcosokkal földek adományozásával. Az úgy nevezett Funai szobrok tartalmazzák azokat az intézkedéseit, amelyek a hagyományos elitre és a köznépre egyaránt vonatkoznak, a háború miatti adózás megszűnését, azt a szándékot, hogy központosítsák és megszilárdítsák a főváros körüli területeket, amelyeket további reformok követtek a császári földek egységesítésének elérésére még az 1560-1562-es kantói hadjárat előtt. Ám Kensin mezőgazdaság és gazdaság feletti irányítása ellenére, nem hozott meg olyan kulcsfontosságú reformokat, mint a kataszteri felmérés a katonaság számára, ezzel azt mutatva, hogy Kensin a kereskedelemre helyez nagyobb hangsúlyt. Az adminisztráció kézben tartása, a katonaság szervezettsége, valamint néhány kisebb csata Ecsigo Funaiban át lett ruházva a vazallusára, Kurata Gorózaemonra.

## Konfliktus Takeda Singennel

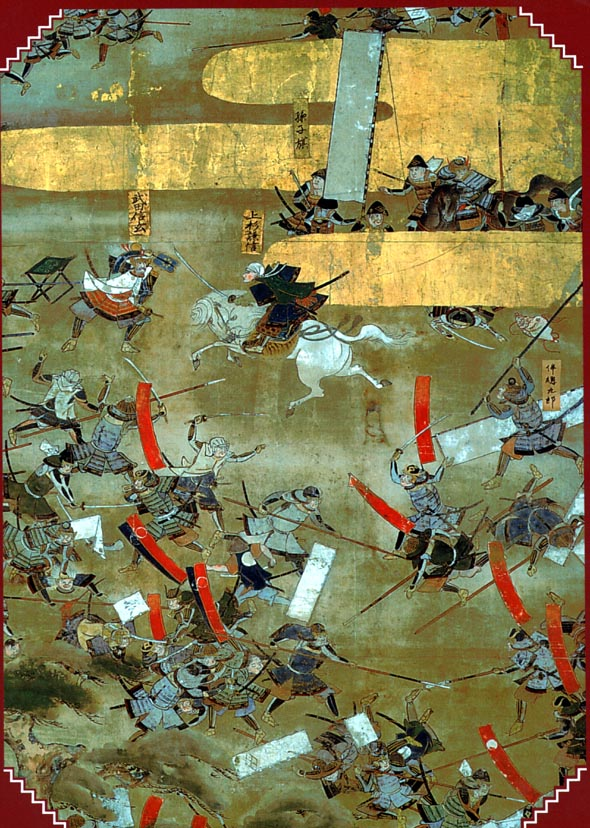
Kensin és Singen legendás hadakozásának ábrázolása a negyedik kavanakadzsimai ütközetben

Ueszugi Kensin és Takeda Singen első konfliktusai meglehetősen óvatosak voltak, csupán a határvidékekre terjedtek ki. Az évek során összesen öt ilyen összecsapás történt a híres Kavanakadzsimánál (1553-1564), ám csak a negyedik bizonyult komoly, teljes erejű összecsapásnak.

Kensin és Singen 1561-ben vívták legnagyobb csatájukat, a negyedik kavanakadzsimai ütközetet. Kensin egy zseniális taktikát alkalmazott: egy különleges alakzatot felvéve az elöl lévő katonák helyet cseréltek a hátsókkal, mikor elfáradtak vagy megsérültek. Így a megfáradt katonáknak lehetőségük volt pihenésre, míg azok, akik még nem vettek részt a küzdelemben, a frontvonalon harcoltak. Ez kiemelkedően hatásosnak bizonyult, és ennek hála Kensin majdnem teljesen legyőzte Singent. A Kójó Gunkanban a szamurájok történetének leghíresebb összecsapásaként jegyezték le; a csata során Kensinnek sikerült elérnie Singent, és megvágnia kardjával. Singen blokkolta a csapásokat többségét harci legyezőjével (tesszen), így végül Kensin nem volt képes megölni Singent, mielőtt egy Takeda harcos a védelmére sietett volna. Singen ellentámadást indított, és az Ueszugi sereg visszavonult. A negyedik kavanakadzsimai ütközet végeredménye bizonytalan. A kutatók vitatják, ki volt a győztese, ha egyáltalán lehetséges győztest hirdetni, emiatt általános vélemény szerint döntetlennek tartják. A Szengoku-kor legveszteségesebb csatájaként tartják számon. Kensin seregének 72 százaléka, Singen seregének pedig 62 százaléka veszett oda, ám Singen elvesztette a két legfontosabb tábornokát is, név szerint tanácsadóját, Jamamoto Kanszukét és öccsét, Takeda Nobusigét. 

Egy másik alkalommal a Hódzsók visszatartották Kai tartomány sóellátását. Amikor Kensin ezt meghallotta, saját tartományából küldött sót Singennek. Kensin úgy gondolta, “a Hódzsók rendkívül kegyetlenül cselekedtek”, majd hozzátette “nem sóval, hanem karddal harcolok”. Singen iránti tisztelete abból is jól látszik, hogy amikor meghalt, Kensin magányában sírva ezt mondta: “Elveszítettem jó riválisomat. Soha többé nem lesz ilyen hősünk.”

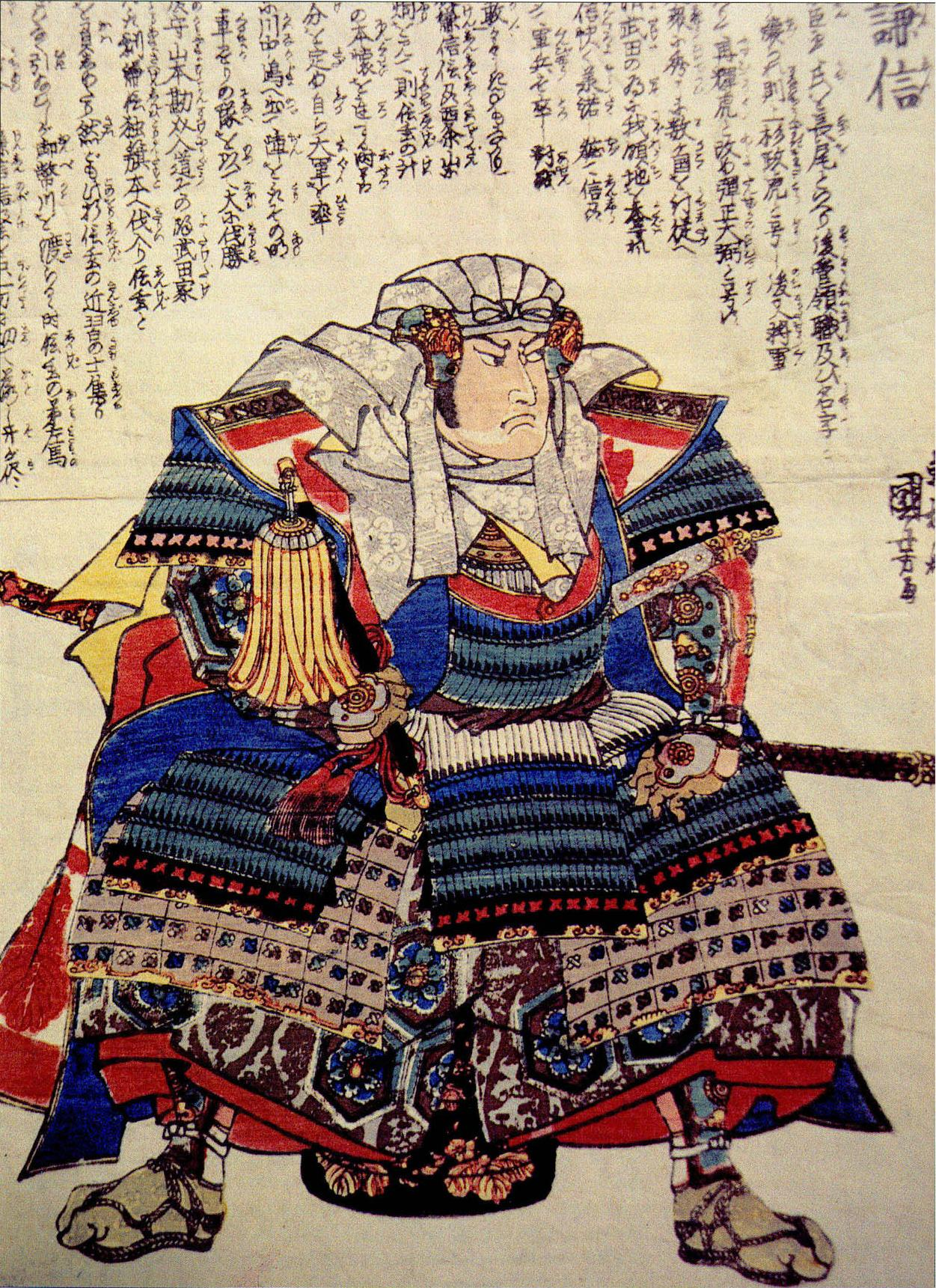
Utagava Kunijosi Kensin ábrázolása (1843–1844)

Bár rivalizálása Takeda Singennel legendás, Ueszugi Kensin valójában több más vállalkozásba is belefogott ezeknek a híres csatáknak az ideje alatt (1553-1564). 1559-ben 5000 fős kísérettel Kiotóba utazott, hogy látogatást tegyen a sógunnál. Ez jelentősen növelte hírnevét, és hozzátett a kulturált vezérről és hadúrról kialakított képéhez. Ugyanebben az évben Ueszugi Norimasza ismét arra ösztönözte, hogy vegye vissza az irányítást Kantó felett a Hódzsóktól, és 1560-ban sikerült is ennek eleget tennie. Ez év augusztusában Ecsigo déli részét egy ötfős tanács irányítására bízta a szélesebb körű ellenőrzés érdekében, valamint alapított egy kis őrcsoportot a lázadások megakadályozásának érdekében. Az 1560 telétől 1561 nyaráig tartó Hódzsó Udzsijaszu elleni hadjárat során Kensin sikeresen elhódított több kastélyt, köztük Numata és Umajabasi kastélyt. Sikerei a Szagami tartományban lévő Odavara kastély első ostromával értek véget. Áttörte a védelmet és leégette a várost, ám magát a kastélyt nem tudta meghódítani Singen fenyegetése miatt, így elfoglalta Kamakurát. 1561-ben Kensin megmentette szövetségesét Óta Szukemaszát, akit Udzsijaszu és Singen is egyszerre ostromolt, míg 1569 novemberében Singen megostromolta Odavara kastélyt, Udzsijaszu pedig segítséget kért Kensintől.

Egy másik fő terület, amely iránt Ueszugi Kensin érdeklődött, a nyugati Ecsú tartomány volt, és majdnem életének felét ennek a tartománynak a politikai életével töltötte. A földet két feudális klán, a Dzsinbo és a Sína klán lakta. Kensin először közvetítőként lépett a rivális Shína Jaszutane és Dzsinbo Nagamoto vitájába az 1550-es évek elején, ám később a Sínák oldalára állt, és uralma alá vonta a Dzsinbo klánt. Évtizedekkel később Kensin a Sína klán ellen fordult, 1575-ben elfoglalta a fő kastélyukat, és 1576-ban Kodzsima Motosigével megölette Shína Jaszutanét.[forrás?] 1564-re Kensin uralta Ecsút és a Kózuke tartományt is.

## Konflikuts Oda Nobunagával
Az 1570-es évekre Kensin kormányozta Ecsigót, néhány szomszédos tartományt, Hokuriku partvonalát és Nobunaga erőit megállította Ecsizen tartományban. 1571-ben Kensin megtámadta a Singen uralma alatt álló Isikura kastélyt a Kózuke tartományban, és ismét szembe kerültek egymással a tonegavai csatában, amely újabb döntetlennel zárult.

1576-tól Kensin figyelmet kezdett fordítani Oda Nobunagára, aki az idők során Japán egyik leghatalmasabb hadurává vált. Miután Takeda Singen és Hódzsó Udzsijaszu is meghalt, Kensint senki nem tartotta vissza a terjeszkedéstől. Így amikor Noto tartomány urának halála zavart és konfliktust keltett, Kensin gyorsan kihasználta a lehetőséget, hogy megszerezze a meggyengült klánok földjeit, ezzel fenyegetéssé vált Nobunaga és szövetségesei szemében. Válaszként Nobunaga összegyűjtötte a saját haderejét, köztük a két legjobb tábornokával, Sibata Kacuiével (柴田勝家) és Maeda Tosiiével (前田利家), hogy szembeszálljon Kensinnel, aki 1577-ben bevette Nanao kastélyt a Kaga tartományban lévő Tedorigavánál. Kensin a harmincezres hadseregét Macuto kastélyánál állomásoztatta, míg Nobunaga ötvenezer fős alakulattal érkezett, amit neves tábornokok vezettek.

Nobunaga elsöprő létszámbeli fölénye ellenére Kensinnek sikerült fontos csatákat nyernie. Ezt annak köszönhette, hogy számított arra, hogy Nobunaga éjszaka próbál majd átkelni a folyón egy hajnali támadáshoz, ezért nem szállt azonnal harcba az Oda sereggel. A látszat fenntartásának érdekében előreküldött egy kisebb egységet Nobunaga fő haderejének hátbatámadására, ezzel lehetőséget adva az ellenségének, hogy felélje a megmaradt erejét. Nobunaga bedőlt a cselnek. Csapatai éjszaka támadtak arra számítva, hogy az ellenség meggyengült a fronton, ehelyett Kensin teljes katonai ereje várt rájuk. Ám Kensin, aki az ellenség harcmodorát “meglepően gyengének” tartotta, tévedett azzal kapcsolatban, hogy legyőzte Nobunagát, mivel a sereget valójában Kacuie vezette.

## Halála
1577 októberében Ueszugi Kensin hatalmas hadsereget szervezett, hogy folytassa Nobunaga területeinek meghódítását. 1578-ban szövetséget kötött Takeda Kacujorival, ám az időjárás visszatartotta őket, és végül 1578 tavaszán gégerákban meghalt. Halotti verse a következő volt:

„Egy életen át tartó jólét is pusztán egy csésze szaké; Negyvenkilenc életév álomként telt el; Nem tudom, mi az élet vagy a halál. Évről évre csak egy álmot láttam. Menny és Pokol hátramaradt; A holdfényű hajnalban állok, Szabadon a felhők kötelékétől.”

Kensin halálának oka évekig kérdéses volt. Több kutató elmélete alapján elfogadták, hogy a források egészségügyi elváltozásokról írnak, Kensin olyan mellkasi fájdalomra panaszkodik “mintha egy vasgolyó nehezedne rá”, és a Kensin Gunki (1582) feljegyzései szerint “a harmadik hónap kilencedik napján hasi fájdalmai voltak. Ez legsajnálatosabb módon a tizenharmadik napig tartott, míg végül elhalálozott.” Viszont arról is szólnak feltevések, hogy az egyik leghírhedtebb nindzsa merénylet áldozata volt; egy nindzsa várta Kensint a táborának latrinájánál rejtőzve egy rövid lándzsával vagy karddal. Ezek az elméletek nem zárják ki egymást - a merénylő, ha valóban létezett, valószínűleg Nobunaga utasítására érkezett, és feltehetőleg halálosan megsebzett egy már haldokló embert. Mivel a halotti verse szerint Kensin számított a halálára, a merénylet esélye kevésbé valószínű.

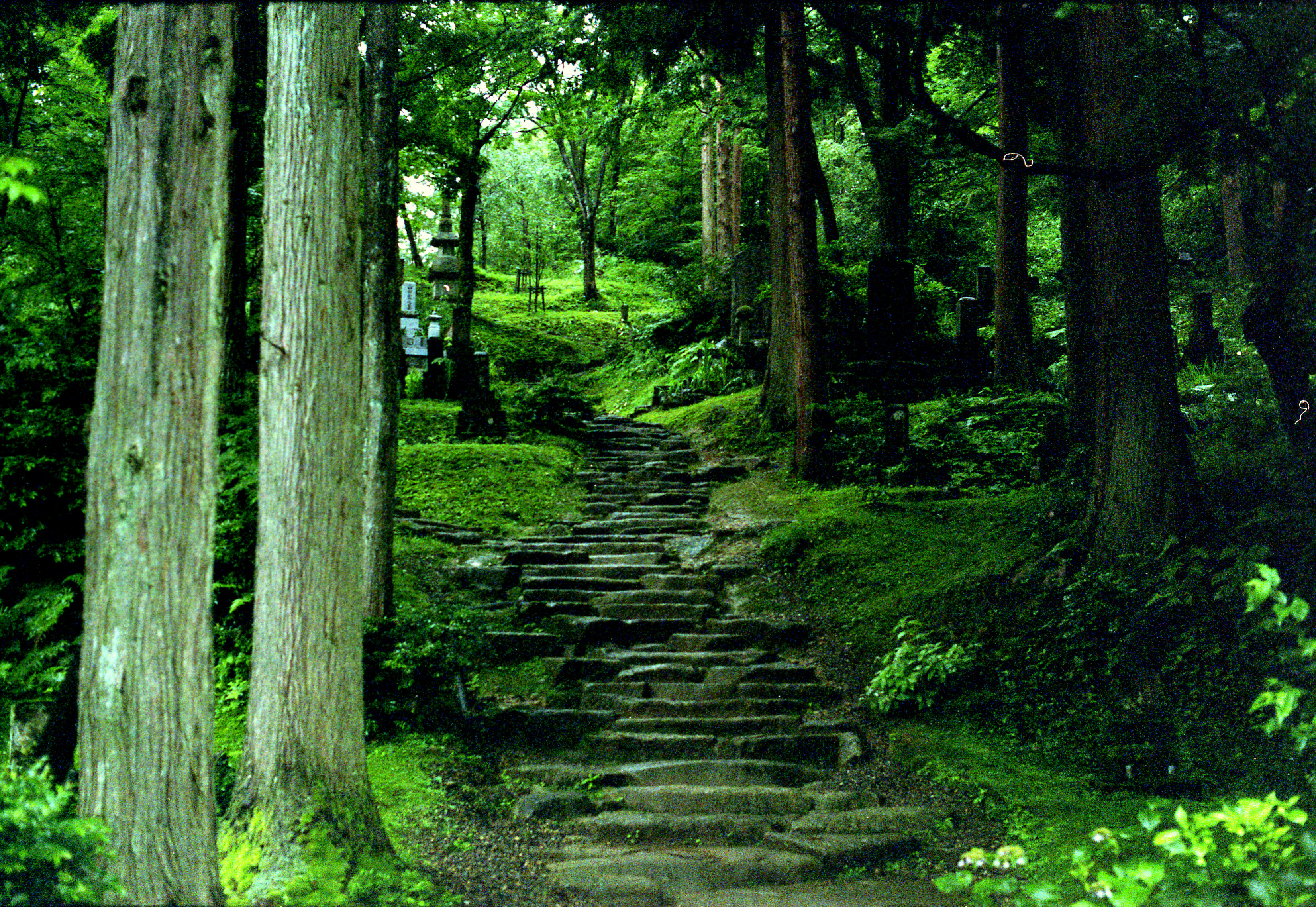
Ueszugi Kensin sírja a Rinszen-dzsi templomnál, Dzsóecu, Niigata

Halálával Kensin öröklési problémákat hagyott hátra. Míg saját gyermeke nem volt, életében két fiút is örökbe fogadott. Unokaöccse Ueszugi Kagekacu valószínűleg annak érdekében lett adoptálva, hogy megszüntesse Kagekacu apja, Nagao Maszakage, rokonai és támogatói ellenszenvét. A másik adoptált fiú, Ueszugi Kagetora eredetileg Hódzsó Udzsijaszu fia volt, és Ecsigo határainak biztosítása érdekében adoptálták. Egyesek szerint Kagekacut szánta Kensin örökösének, míg mások szerint el akarta osztani a területeket kettejük között.

Mindkét fiú külső vérvonallal rendelkezett, és jogos követeléseik is voltak az uralkodásra. 1578-ban Kagetorát legyőzték Ótaténél, és bár erősítést kért Hódzsó Udzsimaszától és Takeda Kacujoritól, az előbbi elutasította a kérést. Kagekacu feleségül vette lánytestvérét, és sikerült biztosítani az örökségét. Kagetora elszökött egy kastélyba közel Ecsigo és Sinano határához, ahol 1579-ben öngyilkos lett.

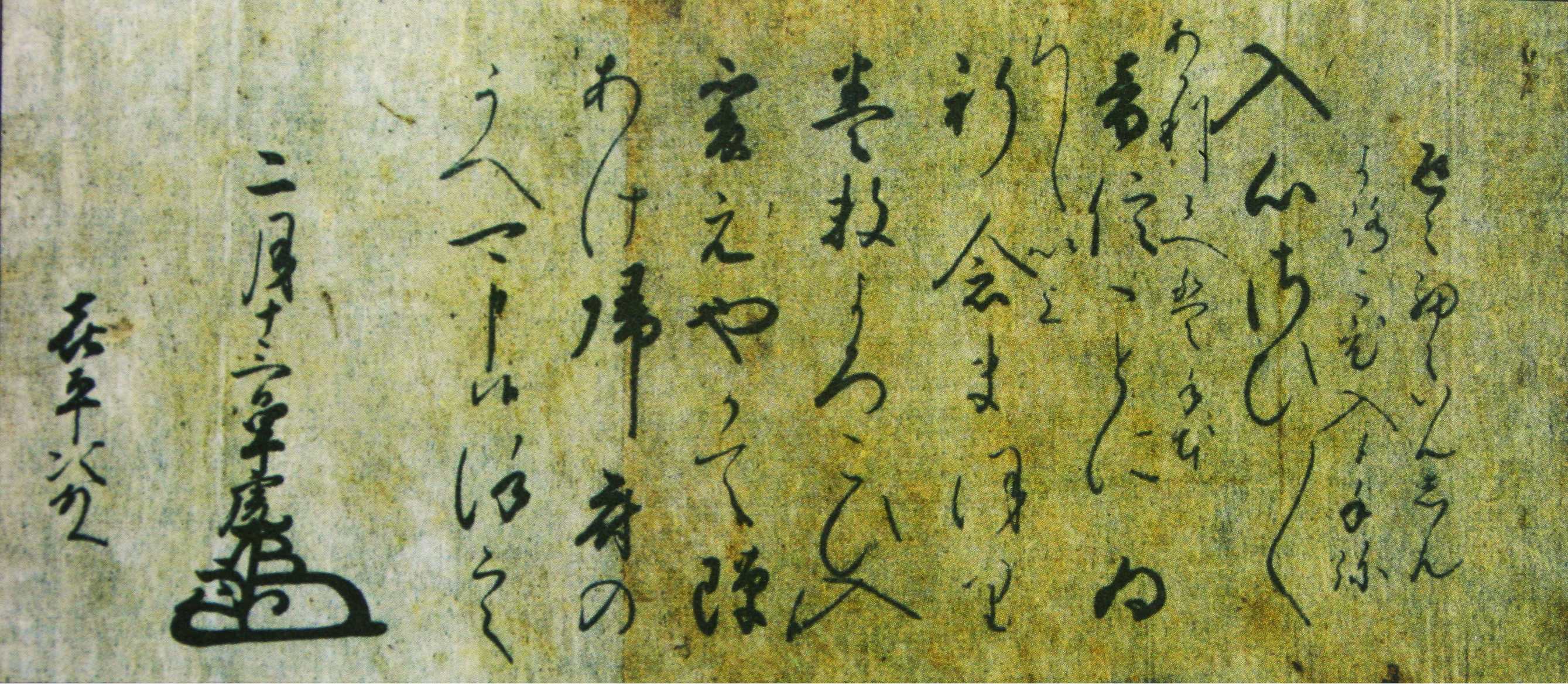
Ueszugi Kensin levele Ueszugi Kagekacuhoz

A halála tartománybeli hatalmi harcokat is eredményezett, amelyek egy évtizedig dúltak Ecsigóban 1578 és 1587 között. Ezek az “Ótate zavargások” (1578-1582) és a “Sibata lázadás” (1582-1587). Kagetora támogatóinak ellenállása még néhány évig ez után is tartott Ecsigo szélső térségeiben. 1582-ben Sibata Sigeie, Kagekacu vazallusa lázadást vezetett Ecsigo északi részén, feltehetőleg amiatt, mert kevesellte a Kagekacu támogatásáért kapott jutalmát, ám annál is inkább, mert Kagekacu a niigatai kikötő vámhatára feletti ellenőrzést Takemata Josicunának ígérte helyette.

Ennek a főként belviszálynak utóhatása az volt, hogy az Oda klán lázadásokat szított Kagekacu ellen, hogy eljussanak Ecsigo határáig. Megszerezték Notót és Kagát, míg az Ueszugi fivérek egymással viaskodtak. Ehhez hozzáadva a Takeda klán pusztítását, Ueszugi akkori szövetségesét és Oda ellenségét, közel kerültek az Ueszugi klán teljes elpusztításához, mielőtt még Oda Nobunaga halála újra megtörte volna a hatalmi egyensúlyt Japánban.

## Kensin fesztivál

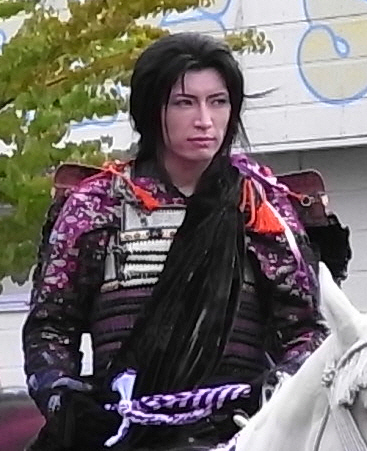
Gackt Kensinként 2008-ban

A Kensin-fesztivál (謙信公祭, Kenshin kószai) 1926 óta minden augusztusban megrendezésre kerül Dzsóecuban. A menet a Kaszugajama kastélynál kezdődik, hogy újrajátsszák a negyedik kavanakadzsimai ütközetet egy 400–1000 fős hadsereggel. A japán énekes és zeneszerző, Gackt többször megszemélyesítette Kensint 2007 óta, és a részvételének köszönhetően a fesztivál 2015-ben elérte a legmagasabb részvevők rekordját 243 000 fővel.

## Megjelenése a mai médiában
Az 1990-es japán film, Ten to Chi to Haruki Kadokava rendezésében feldolgozza Ueszugi Kensin és Takeda Singen rivalizálását főként Kensin karakterére fókuszálva, akire eredeti nevén, Kagetoraként hivatkoznak. A filmet elismerték a kor harcászatának realisztikus ábrázolásáért. Ezen kívül híres arról is, hogy ebben a filmben szerepel a legtöbb felnyergelt ló egy jelenetben a világon - ez 800 ló.

2007-ben az NHK Taiga drámájában, a Fúrin Kazanban Ueszugi Kensint a japán énekes és zeneszerző Gackt játszotta. A 2009-es NHK Taiga drámában, A Tencsidzsinben Ueszugi életét mesélik el, bár a főszereplője Naoe Kanecugu, Ueszugi Kensin adoptált fiának, Kagekacunak tanácsosa.

Ueszugit Gackt szinkronizálta a Tono to Isso című animében (2010-2011).

Ueszugit a Szengoku Baszara játékban és animében is női színész szinkronizálta, és nőies kinézettel ábrázolják az egész sorozatban.[forrás?] A Szengoku Baszara: Moonlight Party élőszereplős változatában Ariszue Majuko alakította. Gackt szintén részt vett a műsor készítésében, ám Oda Nobunagát szinkronizálta.

Ueszugi több videójátékban megjelenik, többek között a Koei Samurai Warriors és Warriors Orochi sorozatokban. Játszható karakter a Samurai Love Ballad: Party és a Pokémon Conquest (Pokémon + Nobunaga’s Ambition in Japan) játékokban.

## Idézetek
„A sors a mennyben van, páncél a mellemen, eredmény a lábaimban; ellenségeddel mindig a tenyereddel harcolj, és nem sérülsz meg. Ha úgy küzdesz, hogy felkészültél a halálra, túléled; ha úgy küzdesz, hogy túl akarod élni, meghalsz. Ha azt hiszed, többé nem térsz haza, hazajutsz; ha reméled, hogy hazatérsz még, nem fogsz. Habár nem tévedés a világot kiszámíthatatlannak ítélni, harcosként nem gondolhatunk rá bizonytalanként, csakis biztosként.”

## Fordítás
- Ez a szócikk részben vagy egészben  az   Uesugi Kenshin című angol Wikipédia-szócikk ezen változatának fordításán alapul.  Az eredeti cikk szerkesztőit annak laptörténete sorolja fel. Ez a jelzés csupán a megfogalmazás eredetét és a szerzői jogokat jelzi, nem szolgál a cikkben szereplő információk forrásmegjelöléseként.